# 916. grenadirski polk (Wehrmacht)
916. grenadirski polk (izvirno nemško 916. Grenadier-Regiment; kratica 916. GR) je bil pehotni polk Heera v času druge svetovne vojne.

## Zgodovina
Polk je bil ustanovljen 14. novembra 1943 v Saint-Lôju za potrebe 352. pehotne divizije; uničen je bil julija 1944 v bitki za Normandijo.
Ponovno je bil ustanovljen 14. aprila 1945.